# Fag bomb
"Fag bomb" (traducido al español como bomba marica) fue una bomba montada en un caza militar estadounidense (una GBU-31 JDAM), fotografiada a bordo del portaaviones USS Enterprise en octubre de 2001 durante la invasión estadounidense de Afganistán mientras se encontraba en el Mar Arábigo.

## Historia
El 11 de octubre, mientras se preparaba un F-18 Hornet para su despliegue en una misión aérea sobre Afganistán, la bomba fue alterada con un graffiti (un "mensaje" a los objetivos de la bomba) por un marine no identificado de la Armada de los EE. UU. con el mensaje "HIGH JACK THIS FAGS" (traducido al español como "SECUESTREN ESTO MARICAS"). El término HIGH JACK se refería a los ataques del 11 de septiembre un mes antes, en los que se utilizaron aerolíneas de pasajeros secuestradas. Los ataques del 11 de septiembre provocaron la acción militar contra Afganistán.
La fotografía provocó la indignación de la comunidad LGBT, y Associated Press (AP) la sacó de los cables al día siguiente después de la presión de la Alianza de Gays y Lesbianas Contra la Difamación (GLAAD) y la Campaña de Derechos Humanos. 
Tanto Associated Press como la Marina de los Estados Unidos se disculparon por el incidente. El portavoz de AP, Jack Stokes, describió la publicación de la fotografía como un "error periodístico", diciendo que la imagen de la "fag bomb" "nunca debería haber llegado a nuestro país y nadie debería haberla visto". XY señaló que, en teoría, todas las fotografías de la guerra naval son examinadas por el comando, por lo que la imagen no debería haber pasado los controles. La organización de militares homosexuales Servicemembers Legal Defense Network, ahora fusionada con la organización OutServe-SLDN, cuestionó cómo se pudo publicar. La Armada ha dicho que en ese momento no existían regulaciones sobre lo que se puede escribir en las bombas.  El contralmirante de la Armada estadounidense Stephen Pietropaoli prometió que la tripulación había sido amonestada por sus "actos espontáneos de caligrafía", calificando el insulto "no estaba a la altura de nuestros estándares".  

## Otras lecturas
- Steuver, Hank (27 de octubre de 2001). «The Bomb with a Loaded Message». The Washington Post. pp. C1.
- Mulvany, Katherine (16 de noviembre de 2001). «'Fag bomb' should be viewed as a reflection of war, not language». The Daily University Star.
- Harnden, Toby (20 de octubre de 2001). «Apology for 'gay slur' on bomb». The Daily Telegraph. Consultado el 23 de mayo de 2011.